# Tornabous (kommunhuvudort)
Tornabous är en kommunhuvudort i Spanien.   Den ligger i provinsen Província de Lleida och regionen Katalonien, i den östra delen av landet, 400 km öster om huvudstaden Madrid. Tornabous ligger 297 meter över havet och antalet invånare är 820.
Terrängen runt Tornabous är platt, och sluttar västerut. Runt Tornabous är det ganska tätbefolkat, med 139 invånare per kvadratkilometer. Närmaste större samhälle är Tàrrega, 9,3 km sydost om Tornabous. Trakten runt Tornabous består till största delen av jordbruksmark.